# 어제, 오늘, 내일
《어제, 오늘, 내일》(이탈리아어: Ieri, oggi, domani) 혹은 사랑의 변주곡은 1963년 개봉한 이탈리아의 코미디 옴니버스 영화이다. 비토리오 데 시카가 감독을 맡았으며, 세 편의 단편으로 구성된 작품이다. 제37회 아카데미 외국어 영화상(1964) 수상작이다.

## 출연

### 주연
- 소피아 로렌
- 마르첼로 마스트로야니

### 조연
- 티나 피카
- 지오바니 리도피

## 기타
- 미술: 에지오 프리게리오
- 의상: 피에로 토시
- 의상: 피에로 토시

## 같이 보기
- 제37회 아카데미상 외국어영화상 출품작 목록